# T'as l'bonjour d'Albert
 (novembre 2021).
Si vous disposez d'ouvrages ou d'articles de référence ou si vous connaissez des sites web de qualité traitant du thème abordé ici, merci de compléter l'article en donnant les références utiles à sa vérifiabilité et en les liant à la section « Notes et références ».
T'as l'bonjour d'Albert, ou Les aventures d'Albert et la bande de Cosby au Québec, (Fat Albert and the Cosby Kids) est une série télévisée d'animation américaine en 110 épisodes de 24 minutes, créée et produite par Bill Cosby et diffusée entre le 9 septembre 1972 et le 6 novembre 1982 sur le réseau CBS, puis du 9 septembre 1984 au 10 août 1985 en syndication.
Seules les saisons 7 et 8 produites en 1984 (The New Fat Albert Show et The Adventures of Fat Albert and the Cosby Kids) ont été doublées. En France, elles ont été diffusées à partir du 3 avril 1985 dans Cabou Cadin sur Canal+. Rediffusion à partir du 16 avril 1987 dans Youpi ! L'école est finie sur La Cinq. Le premier épisode est diffusé en version originale sous-titrée en juin 2004 sur Comédie !, lors d'une soirée spéciale Bill Cosby. Au Québec, à partir du 1er octobre 1986 à Super Écran puis rediffusée à partir du 4 septembre 1989 au Canal Famille, et dans les années 2010 sur Télétoon Rétro.

## Synopsis
Cette série met en scène un groupe d'adolescents afro-américains vivant dans un quartier défavorisé de Philadelphie. Au fil des épisodes, ils font face à leurs préoccupations quotidiennes (famille, amis, études…) mais se questionnent également sur des problèmes de société (racisme, drogue…).

## Genèse
À l'origine, la série est inspirée des souvenirs d'enfance de Bill Cosby. D'ailleurs, dans la version originale, ce dernier assure la présentation et les séquences intermédiaires, en s'adressant aux téléspectateurs.
Lorsque le dessin animé est diffusé en 1985 par Canal+, personne en France ne connaît Bill Cosby. M6 ne diffusera Cosby Show qu'à partir du 15 avril 1988. De plus, seule la huitième saison produite en 1984 sera diffusée. En association avec Canal+, c'est Carlos qui effectuera la présentation des épisodes dans la version française.

## Voix françaises
- Roger Carel : Albert / Brown Hornet
- Francis Lax : Donald / Rudy / Russel
- Serge Lhorca : Harold
- Monique Thierry : le robot de Brown Hornet
- Catherine Lafond : la professeur de sport
- Carlos : le conteur

## Épisodes

### Première série:Fat Albert and the Cosby Kids(1972-1976)

#### Première saison (1972)
1. Lying
2. The Runt
3. The Stranger
4. Creativity
5. Fish Out of Water
6. Moving
7. Playing Hookey
8. The Hospital
9. Begging Benny
10. The Hero
11. The Prankster
12. Four Eyes
13. The Tomboy
14. Stagefright

#### Deuxième saison (1973)
1. The Bully
2. Smart Kid
3. Mister Big Time
4. The Newcomer
5. What Does Dad Do?
6. Mom or Pop
7. How the West Was Lost
8. Sign Off

#### Troisième saison (1975)
1. The Fuzz
2. Ounce of Prevention
3. Fat Albert Meets Dan Cupid
4. Take Two, They're Small
5. The Animal Lover
6. Little Tough Guy

#### Quatrième saison (1976)
1. Smoke Gets In Your Hair
2. What Say?
3. Readin', Ritin' and Rudy
4. Suede Simpson
5. Little Business
6. TV or Not TV
7. The Shuttered Window
8. Junk Food

#### Spéciaux (1977)
1. Fat Albert Halloween Special
2. Fat Albert Christmas Special

### Deuxième série:The New Fat Albert Show(1979-1982)

#### Cinquième saison (1979)
1. In My Merry Busmobile
2. The Dancer
3. Spare the Rod
4. Sweet Sorrow
5. Poll Time
6. Mainstream
7. Free Ride
8. Soft Core

#### Sixième saison (1980)
1. Pain, Pain Go Away
2. The Rainbow
3. The Secret
4. Easy Pickins
5. Good Ol' Dudes
6. Heads or Trails
7. Pot of Gold
8. The Gunslinger

#### Spécial (avril 1982)
1. Fat Albert Easter Special

#### Septième saison (1982)
1. Habla Espanol
2. Two by Two
3. Barking Dog
4. Water You Waiting For?
5. The New Father
6. Double Cross
7. Little Girl Found
8. Watch That First Step

### Troisième série:The Adventures of Fat Albert and the Cosby Kids(1984-1985)

#### Huitième saison (1984-1985)
1. À votre bon cœur (Have a Heart)
2. Les voisins (Watch Thy Neighborhood)
3. Les classiques (Cosby's Classics)
4. La bonne justice comme toujours (Justice Good as Ever)
5. Ca c'est la musique (Rebop for Bebop)
6. L'habit ne fait pas le moine / L'étrangère (Sinister Stranger)
7. Les Graffitis / Tag sur les murs (Handwriting on the Wall)
8. Halte, police ! / Eclaté (Busted)
9. Les bonnes occasions (It All Adds Up)
10. Jamais dire jamais (Never Say Never)
11. On vous écrira / L'avenir prometteur (Don't Call Us)
12. Attention Danger (The Runner)
13. Vidéo Mania (Video Mania)
14. Les artistes qui s'ignorent (You Gotta Have Art)
15. La reine de beauté (Long Live the Queen)
16. Le plaisantin (The Joker)
17. La machine à remonter le temps (Second Chance)
18. Grosse bise (Kiss & Tell)
19. La jeune maman (Teenage Mom)
20. Vive le cinéma (Film Follies)
21. La pleine Lune (Harvest Moon)
22. La petite histoire (Read Baby Read)
23. L'alcoolique (The Whiskey Kid)
24. Quelle chance (Millionaire Madness)
25. Titre français inconnu (Call of the Wild)
26. Titre français inconnu (Funny Business)
27. Trois strikes pour gagner (3 Strikes, and You're In)
28. Carte d'identité (What's the I.D.?)
29. Règles à suivre (Rules is Cool)
30. Ah, l'amour (The Birds, the Bees, and Dumb Donald)
31. Quitte ou double (Double or Nothing)
32. Vive les vélos (Hot Wheels)
33. Rien aussi bien que la maison (No Place Like Home)
34. Pas si fort (Not So Loud)
35. La déveine (The Jinx)
36. Sans blague (You Don't Say)
37. Les amis de mes amis (Amiss with Amish)
38. Aux grands maux (Gang Wars)
39. Ah, l'informatique (Computer Caper)
40. Le marchand de glaces (We All Scream for Ice Cream)
41. Titre français inconnu (Superdudes)
42. Titre français inconnu (Painting for the Town)
43. Titre français inconnu (Rudy and the Beast)
44. Rouleur / Le petit nouveau (Wheeler)
45. La tricherie (Faking the Grade)
46. Le poète (Write On)
47. Titre français inconnu (Cable Caper)
48. Ciel, mon oncle (Say Uncle)
49. Titre français inconnu (No News is Good News)
50. Titre français inconnu (Attitude of Gratitude)

## Produits dérivés

### Film
En 2004, la série a été adaptée en un film live, Fat Albert.